# Златоносовичи
Златоно́совичи (сербохорв. Златоносовићи / Zlatonosovići) — феодальный, властельский род в средневековой Боснии.
Владели землями на северо-востоке Боснии, в восточной части Усоры и в Подринье. Двор Златоносовичей располагался в городе Сребренике. Известны со второй половины XIV века. Со смертью Вукашина в 1430 году род Златоносовичей пресёкся.

## История

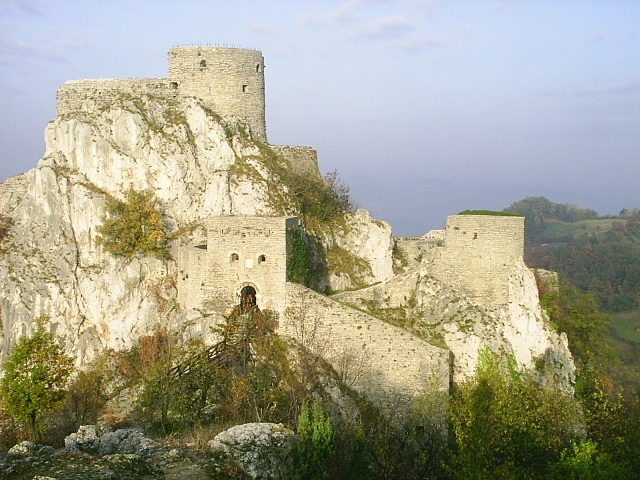
Крепость Сребреник

Считается, что род происходит из усорского рода Тихорадичей, или их ветви Тихчиновичей. Фамилия Златоносовичей возможно получила своё название от прозвища, которое носил один из членов рода. Одна из дочерей боснийского феодала Вукца Хрватинича во второй половине XIV века была выдана за одного из членов семьи Златоносовичей. У них было двое сыновей — Степан и Влад, которые в 1389 году вместе с боснийским войском принимали участие в битве на Косовом поле, после чего были уведены турками в плен. Их родственники — братья князь Вукашин и воевода Вукмир в 1402 году просили Дубровник заступиться за пленных, на что дубровчане в 1403 году послали ответ. Их отца, предположительно, звали Юрай. Будучи в тесных отношениях с воеводой Сандалем Храничем и боснийским королём Остоей, братья вместе с последними в 1415 году вступили в заговор против князя Павла Раденовича, сторонника Твртка II. По другим данным, Павел Раденович был убит Вукмиром. В 1420 году, помирившись с Твртко, они позволили ему вернуть королевскую власть. Во владениях Златоносовичей: городах Кушлате и горнорудном Зворнике находились колонии дубровчан, которые не раз обращались за содействие к Златоносовичам, имевшим влияние на короля. Благодаря братьям король Твртко II в 1421 году своей грамотой подтвердил привилегии дубровницких купцов. Несмотря на своё значение, Златоносовичи всё же уступали самым влиятельным феодалам Боснии: Павловичам, Косачам и Хорватиничам. После смерти Вукмира в 1424 году, Вукашин опирался на деспотов Сербии Стефана Лазаревича и Георгия Бранковича. Испортившиеся отношения с боснийским королём привели к войне 1430 года, в которой последний представитель рода Златоносовичей — Вукашин погиб.
Златоносовичи упоминаются как сербский род в сербском издании «Родословные таблицы и гербы сербских династий и властелей» (1999).